# UFC Fight Night: Diaz vs. Neer
UFC Fight Night: Diaz vs. Neer è stato un evento di arti marziali miste tenuto dalla Ultimate Fighting Championship il 17 settembre 2008 all'Omaha Civic Auditorium di Omaha, Stati Uniti.

## Retroscena
In questo evento l'atleta italiano Alessio Sakara ricevette per la prima volta il premio Knockout of the Night per la sua vittoria per KO contro Joe Vedepo.

## Risultati
|                  | Divisione         |                 |                 |                   | Metodo                                      | Round           | Tempo           | Premio          |
| Card Principale  | Card Principale   | Card Principale | Card Principale | Card Principale   | Card Principale                             | Card Principale | Card Principale | Card Principale |
| ---------------- | ----------------- | --------------- | --------------- | ----------------- | ------------------------------------------- | --------------- | --------------- | --------------- |
|                  | Pesi leggeri      | Nate Diaz       | batte           | Josh Neer         | Decisione non unanime (29–28, 28–29, 29–28) | 3               | 5:00            | FOTN            |
|                  | Pesi leggeri      | Clay Guida      | batte           | Mac Danzig        | Decisione unanime (30–27, 29–28, 29–28)     | 3               | 5:00            |                 |
|                  | Pesi medi         | Alan Belcher    | batte           | Ed Herman         | Decisione unanime (29–28, 29–28, 29–28)     | 3               | 5:00            |                 |
|                  | Pesi mediomassimi | Eric Schafer    | batte           | Houston Alexander | Sottomissione (arm-triangle choke)          | 1               | 4:53            |                 |
| Card Preliminare |                   |                 |                 |                   |                                             |                 |                 |                 |
|                  | Pesi medi         | Alessio Sakara  | batte           | Joe Vedepo        | KO (calcio alla testa)                      | 1               | 1:27            | KOTN            |
|                  | Pesi medi         | Wilson Gouveia  | batte           | Ryan Jensen       | Sottomissione (armbar)                      | 2               | 2:04            | SOTN            |
|                  | Pesi leggeri      | Joe Lauzon      | batte           | Kyle Bradley      | TKO (pugni)                                 | 2               | 1:34            |                 |
|                  | Pesi mediomassimi | Jason Brilz     | batte           | Brad Morris       | TKO (pugni)                                 | 2               | 2:54            |                 |
|                  | Pesi medi         | Mike Massenzio  | batte           | Drew McFedries    | Sottomissione (kimura)                      | 1               | 1:28            |                 |
|                  | Pesi medi         | Dan Miller      | batte           | Rob Kimmons       | Sottomissione (rear-naked choke)            | 1               | 1:27            |                 |

## Premi
I lottatori premiati ricevettero un bonus di 20.000 dollari.
Legenda:
- FOTN: Fight of the Night (vengono premiati entrambi gli atleti per il miglior incontro dell'evento)
- KOTN: Knockout of the Night (viene premiato il vincitore per il migliore knockout dell'evento)
- SOTN: Performance of the Night (viene premiato il vincitore per la migliore sottomissione dell'evento)